# Санто в музее восковых фигур
«Санто в музее восковых фигур» — это восьмой фильм о Санто, с участием актёра Санто.

## Сюжет
Санто в маске мексиканского борца расследует серию похищений. Он обнаруживает, что таинственный доктор Кэролл использует жертв в эксперименте по созданию армии монстров. Санто намеревается победить зло.

## В ролях
- Санто — Санто
- Клаудио Брук — Доктор Кэролл
- Норма Мора — Сусана
- Рубен Рохо — Рикардо
- Роксана Беллини — Глория
- Луис Хосе Хименес — Профессор Галуан
- Виктор Веласкес
- Хорхе Мондрагон — Офицер полиции
- Фернандо Осес — Приспешник
- Натанаэль Леон — Лысый приспешник
- Консепсьон Мартинес
- Майрон Левин
- Сесарио Крус
- Сальвадор Кастро
- Хуан Гарса
- Марио Тексас
- Бени Галан — Борец
- Кавернарио Галиндо — Борец
- Эль Тигре дель Ринг — Борец
- Викторио Бланко — Музейный смотритель (не указан в титрах)
- Висенте Лара — Человек-Волк (не указан в титрах)
- Антонио Падилья «Пикоро» — Диктор (не указан в титрах)

## Съёмочная группа
- Режиссёры:
  - Альфонсо Корона Блэйк
  - Мануэль Сан Фернандо
- Продюсер — Альберто Лопес
- Сценарий:
  - Альфонсо Корона Блейк
  - Фернандо Галиана
  - Хулио Портер
- Монтаж — Хосе Бустос
- Оператор — Хосе Ортис Рамос
- Производство — Хосе Родригес Гранада
- Декорации — Эдуардо Карраско